# フォッカー V.6
フォッカー V.6
- 用途：試作戦闘機
- 設計者：ラインホルト・プラッツ
- 製造者：フォッカー
- 運用者：フォッカー
- 初飛行：1917年
- 生産開始：1917年
- 運用状況：計画中止

フォッカー V.6（Fokker V.6）は、ドイツの試作戦闘機。
後にフォッカー F.Iとなり、フォッカー Dr.Iに至るフォッカー V.5と並行開発された機体である。三葉機である点に差異はないが、エンジンとしてはより重量があり高出力の液冷エンジンメルセデス D.IIを採用した。これにより主翼は大型化し、下翼は機体直下に位置することになった。V.6はDr.Iよりも機動性に劣るため、1917年10月には計画は中止された。